# اینگرید شلدروپ (بازیکن فوتبال)
اینگرید شلدروپ (انگلیسی: Ingrid Schjelderup؛ زادهٔ ۲۱ دسامبر ۱۹۸۷) بازیکن فوتبال اهل نروژ است.
از باشگاه‌هایی که در آن بازی کرده‌است می‌توان به باشگاه فوتبال وولرنگا و باشگاه فوتبال لینشوپینگ اشاره کرد.
وی همچنین در تیم ملی فوتبال زنان نروژ بازی کرده‌است.